# Czesław Kaznowski

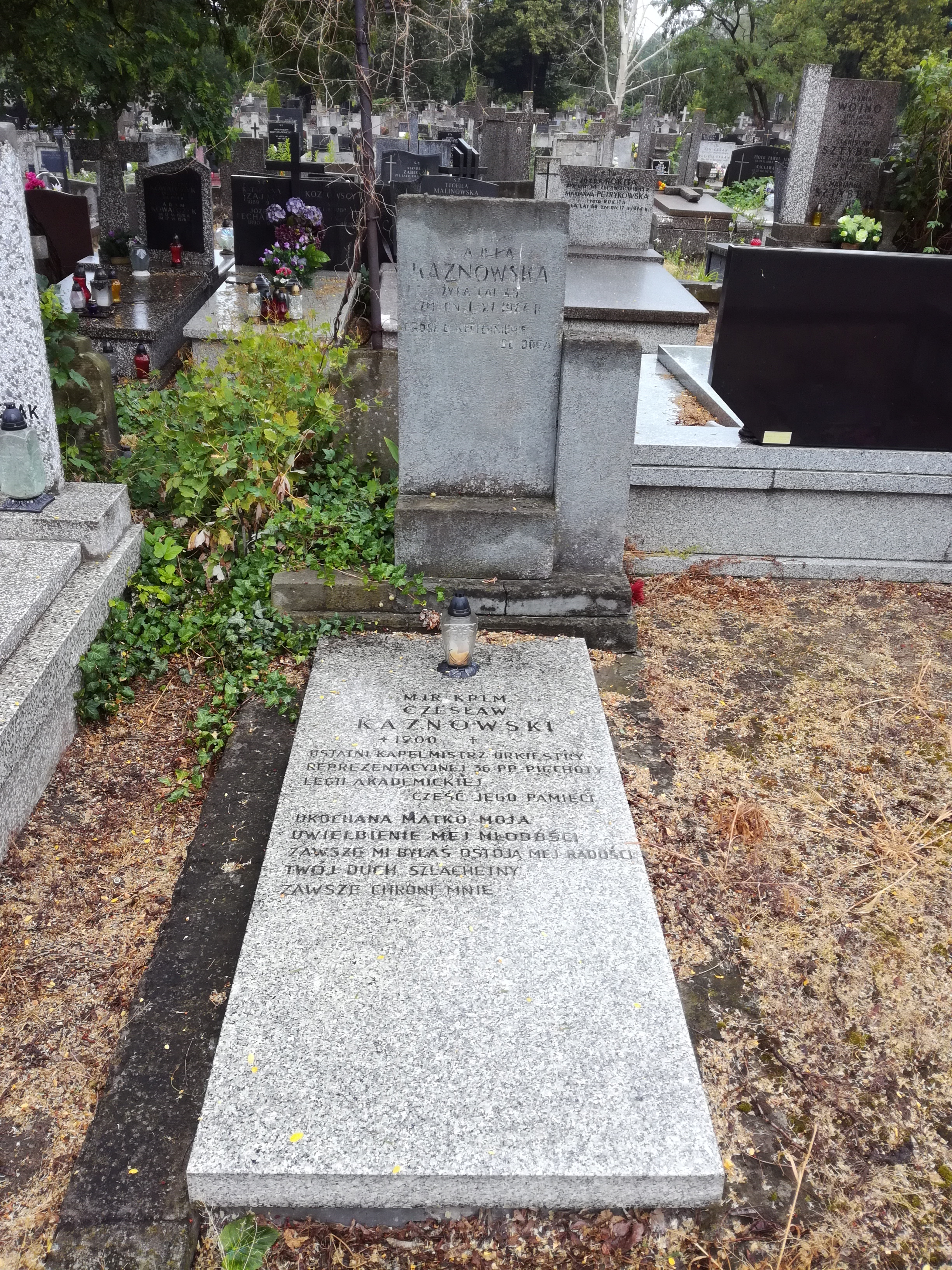
Grób Czesława Kaznowskiego na cmentarzu Bródnowskim

Czesław Kaznowski (ur. 1900, zm. 15 lutego 1992 w Warszawie) – major Wojska Polskiego, dyrygent.
Ukończył studia na wydziale dyrygentury Akademii Muzycznej w Warszawie, kierował orkiestrą reprezentacyjną 36 Pułku Piechoty Legii Akademickiej, był też jej ostatnim kapelmistrzem. Pozostawił po sobie liczne nagrania oficjalnych wykonań pieśni patriotycznych i wojskowych. Przed 1939 dyrygował orkiestrą biorącą udział w oficjalnych wydarzeniach państwowych. Pochowany na cmentarzu Bródnowskim w Warszawie (kwatera 37I-1-25).